# NXT Roadblock
NXT Roadblock es un especial televisivo de lucha libre profesional producido por la empresa estadounidense WWE para su marca NXT. Su primera edición fue en marzo de 2016, bajo el nombre de Roadblock y fue transmitido por el servicio de streaming WWE Network. Una segunda edición se realizó en diciembre de 2016 con luchadores de la marca Raw. Tras ello, el evento fue descontinuado hasta 2022, cuando fue retomado como un especial televisivo de la marca de promoción NXT con una primera edición el 8 de marzo de 2022 en el WWE Performance Center en Orlando, Florida.
El nombre del evento hace referencia a su ubicación en el calendario de WWE, ya que marzo es considerado un mes clave en el llamado «Camino a WrestleMania» y al evento NXT Stand & Deliver, el especial de NXT en la semana de WrestleMania.

## Fechas y lugares
| Evento             | Fecha               | Ciudad                 | Arena                                  | Evento principal                                   | Ref.  |
| ------------------ | ------------------- | ---------------------- | -------------------------------------- | -------------------------------------------------- | ----- |
| NXT Roadblock 2022 | 8 de marzo de 2022  | Orlando, Florida       | WWE Performance Center                 | Bron Breakker vs. Dolph Ziggler vs. Tommaso Ciampa |       |
| NXT Roadblock 2023 | 7 de marzo de 2023  | Orlando, Florida       | WWE Performance Center                 | Roxanne Perez vs. Meiko Satomura                   | [ 1 ] |
| NXT Roadblock 2024 | 5 de marzo de 2024  | Orlando, Florida       | WWE Performance Center                 | Tony D'Angelo vs. Carmelo Hayes                    | [ 2 ] |
| NXT Roadblock 2025 | 11 de marzo de 2025 | Nueva York, Nueva York | Hulu Theater del Madison Square Garden | Giulia vs. Stephanie Vaquer                        |       |

## Ediciones

### 2022
NXT Roadblock 2022 fue un especial de televisión que se transmitió el 8 de marzo de 2022 por el canal televisivo estadounidense USA Network, como especial del programa de televisión semanal NXT 2.0, desde el Capitol Wrestling Center en Orlando, Florida.

#### Resultados
- Dakota Kai & Wendy Choo derrotaron a Cora Jade & Raquel González y avanzaron a la final del Dusty Rhodes Women's Tag Team Classic (10:42).[3]
  - Kai cubrió a González después de un «Double Foot Stomp».
  - Durante la lucha, Toxic Attraction (Gigi Dolin & Jacy Jayne) interfirieron a favor de Kai & Choo.
- Fallon Henley derrotó a Tiffany Stratton (2:48).
  - Henley cubrió a Stratton después de un «Running Knee».
  - Durante la lucha, Sarray interfirió a favor de Henley.
- Grayson Waller derrotó a LA Knight en un Last Man Standing Match (16:01).[4]
  - Waller ganó la lucha después que Knight no pudo levantarse antes del conteo de 10 luego de un «Bionic Elbow» sobre la mesa de comentarios.
  - Durante la lucha, Sanga interfirió a favor de Waller.
- Kay Lee Ray & Io Shirai derrotaron a Kacy Catanzaro & Kayden Carter y avanzaron a la final del Dusty Rhodes Women's Tag Team Classic (7:59).
  - Shirai cubrió a Catanzaro después de un «Asai Moonsault».
- La lucha entre los Campeones en Parejas de NXT Imperium (Fabian Aichner & Marcel Barthel) y MSK (Nash Carter & Wes Lee) terminó sin resultado (5:33).[5]
  - El árbitro detuvo la lucha después de que The Creed Brothers atacaran a ambos equipos.
  - Como resultado, Imperium retuvo el título.
  - Originalmente The Creed Brothers iban a participar de la lucha, pero fueron reemplazados por MSK debido a que fueron atacados.
- Dolph Ziggler derrotó a Bron Breakker (c) y Tommaso Ciampa y ganó el Campeonato de NXT (12:24).[6][7]
  - Ziggler cubrió a Ciampa después de un «Superkick».
  - Durante la lucha, Robert Roode interfirió a favor de Ziggler.

### 2023
NXT Roadblock 2023 fue un especial de televisión que se transmitió el 7 de marzo de 2023 por el canal televisivo estadounidense USA Network, como especial del programa de televisión semanal NXT desde el Capitol Wrestling Center en Orlando, Florida.

#### Resultados
- Tony D'Angelo (con Channing "Stacks" Lorenzo) derrotó a Dijak en un Jailhouse Street Fight (11:11).[10]
  - D'Angelo ganó la lucha después de encerrar a Dijak en una jaula.
  - Durante la lucha, "Stacks" interfirió a favor de D'Angelo.
- Bron Breakker & The Creed Brothers (Brutus Creed & Julius Creed) (con Ivy Nile) derrotaron a Indus Sher (Jinder Mahal, Veer Mahaan & Sanga) (11:14).[11]
  - Brutus cubrió a Sanga después de un «Brutus Ball».
- Gigi Dolin derrotó a Jacy Jayne (8:01).
  - Dolin cubrió a Jayne después de un «Gigi Driver».
  - Después de la lucha, Jayne atacó a Dolin.
- Joe Gacy (con Rip Fowler, Jagger Reid & Ava) derrotó a Andre Chase (con Duke Hudson & Thea Hail) (4:27).[12]
  - Gacy cubrió a Chase después de un «Upside Down».
  - Durante la lucha, Hail interfirió a favor de Chase, mientras que Ava interfirió a favor de Gacy.
- Roxanne Perez derrotó a Meiko Satomura y retuvo el Campeonato Femenino de NXT (13:59).[13][14][15]
  - Perez cubrió a Satomura con un «Roll-Up».
  - Después de la lucha, Satomura trato de entregarle el cinturón a Pérez en señal de respeto, pero Pérez sufrió una descompensación cayendo a la lona, siendo llevada por personal médico.

### 2024
NXT Roadblock 2024 fue un especial de televisión que se transmitió el 5 de marzo de 2024 por el canal televisivo estadounidense USA Network, como especial del programa de televisión semanal NXT desde el Capitol Wrestling Center en Orlando, Florida.

#### Resultados
- Dijak derrotó a Joe Gacy en un Asylum Match (12:46).[17]
  - Dijak cubrió a Gacy después de un «Feast Your Eyes».
- The Wolfdogs (Baron Corbin & Bron Breakker) derrotaron a Chase U (Andre Chase & Duke Hudson) (con Thea Hail, Jacy Jayne, Riley Osborne & Jazmyn Nyx) y retuvieron el Campeonato en Parejas de NXT (11:19).
  - Breakker cubrió a Chase después de un «Spear».
  - Durante la lucha, Hail, Jayne y Osborne interfirieron a favor de Chase U.
- Shawn Spears derrotó a Uriah Connors (1:15).[18][19]
  - Spears cubrió a Connors después de un «C4».
  - Después de la lucha, Ridge Holland atacó a Spears.
- The Kabuki Warriors (Asuka & Kairi Sane) derrotaron a Lyra Valkyria & Tatum Paxley y retuvieron el Campeonato Femenino en Parejas de WWE (13:15).[20][21][22]
  - Sane cubrió a Paxley después de un «Insane Elbow».
  - Después de la lucha, Roxanne Perez atacó a Valkyria cambiando a heel.
- Fallon Henley derrotó a Blair Davenport (3:26).[23]
  - Henley cubrió a Davenport después de un «Shinning Wizard».
  - Durante la lucha, Sol Ruca hizo su regreso interfiriendo a favor de Henley.
- Tony D'Angelo derrotó a Carmelo Hayes y ganó una oportunidad por el Campeonato de NXT en NXT Stand & Deliver (10:35).[24][25][26][27][28]
  - D'Angelo cubrió a Hayes después de un «Forget About It».
  - Después de la lucha, Trick Williams hizo su regreso atacando a Hayes.

### 2025
NXT Roadblock 2025 fue un especial de televisión que se transmitió el 11 de marzo de 2025 por el canal estadounidense The CW y el servicio de streaming Netflix, como especial del programa semanal NXT desde el The Theater at Madison Square Garden en Nueva York, Nueva York. El evento contó con la participación de luchadores perteneciente a la promoción americana TNA Wrestling.

#### Resultados
- The Hardy Boyz (Matt Hardy & Jeff Hardy) derrotaron a Axiom & Nathan Frazer y retuvieron el Campeonato Mundial en Parejas de TNA (12:08).
  - Jeff cubrió a Frazer después de un «Swanton Bomb».
  - El Campeonato en Parejas de NXT de Axiom & Frazer no estuvo en juego.
- Jordynne Grace derrotó a Roxanne Perez (11:27).
  - Grace cubrió a Perez después de un «Juggernaut Driver».
- Oba Femi derrotó a Moose y retuvo el Campeonato de NXT (13:36).
  - Femi cubrió a Moose después de un «Fall from Grace».
  - El Campeonato de la División X de TNA de Moose no estuvo en juego.
- Je'Von Evans derrotó a Ethan Page en un New York City Street Fight (14:41).
  - Evans cubrió a Page después de un «Springboard Cutter» sobre una silla metálica.
  - Después de la lucha, Dion Lennox, Saquon Shugars, Joshua Black y Cutler James atacaron a Evans.
- Stephanie Vaquer derrotó a Giulia, retuvo el Campeonato Norteamericano Femenino de NXT y ganó el Campeonato Femenino de NXT (11:22).
  - Vaquer cubrió a Giulia después de dos «SVB».